# Ante Trumbić
Ante Trumbić est un homme politique croate né à Split en Dalmatie autrichienne le 17 mai 1864 et mort à Zagreb en Yougoslavie le 17 novembre 1938.

## Biographie
Avant la première guerre mondiale, il siège au parlement austro-hongrois comme député pour la Dalmatie, avant de devenir maire de Split. Il parle couramment l'italien et nourrit pendant longtemps une sympathie envers le royaume d'Italie. 
En 1915, il fonde à Londres le Comité national yougoslave (CNY) qui aspire à créer une grande Yougoslavie incluant la Serbie. Initialement, leur propositions sont fraîchement reçues par la France et la Grande-Bretagne qui n'imaginent pas à ce stade une dissolution de la Double-Monarchie, mais finissent par trouver un écho favorable auprès de Robert Seton-Watson (universitaire et linguiste) et Wickham Steed, (ancien journaliste britannique à Londres). 

## Les déclarations de Corfou (20 juillet 1917)
Le 20 juillet 1917, il rencontre Nikola Pasic, en exil sur l'île de Corfou, avec lequel il met sur pied le projet de constitution d'une grande Yougoslavie, connu sous le nom de déclarations de Corfou. Si le cadre territorial, ainsi que le rôle du chef de l’État (Pierre 1er), semble plus ou moins fixé, la forme de l’État est toujours en débat (fédéralisme ou centralisation ?). Les représentants croates optent pour un État fédéral (ou à minima décentralisé) alors que les représentants Serbes désirent un État centralisé fort. A Zagreb, le 29 octobre 1918, le Conseil national des Croates Serbes et Slovènes proclame l'indépendance. Le 1er décembre, le prince régent Alexandre (futur Alexandre II de Serbie) proclame la naissance du royaume des Serbes, Croates et Slovènes. 

## Action diplomatique à la conférence de la paix de Paris (1919)
Il joue un rôle de premier plan dans la constitution et la reconnaissance internationale du royaume des Serbes, Croates et Slovènes, en tant que négociateur pour le compte de l'État des Slovènes, Croates et Serbes dont il fut le ministre des affaires étrangères. À Paris, en 1919, il plaide pour la constitution d'un royaume des serbes Croates et Slovènes en compagnie du Serbe, Nikola Pasic. 

La coopération entre Serbes et Croates est d'emblée compliquée au vu des divergences politiques et des importantes différences culturelles entre les deux peuples. Alors même que devant le Conseil des 4 la délégation yougoslave défend son projet d'État sur la base de l'unité et de la gémellité des deux nations, Trumbic déclare en privé à un journaliste français l'interrogeant sur les différences culturelles entre les deux peuples : 
« Vous n'allez pas j'espère comparer les Croates, Slovènes et Dalmates, dont des siècles de communion artistique morale et intellectuelle avec l'Autriche, l'Italie et la Hongrie ont fait de vrais Occidentaux avec ces Serbes à moitié civilisés qui sont des hybrides balkaniques de Slaves et de Turcs ». 